# 艾奇恩·卡瑪瑞克
艾奇恩·卡瑪瑞克（Akiane Kramarik，1994年7月9日—），於美國伊利諾州出生；以繪畫藝術及詩詞創作聞名，被稱為神童。

## 生平
卡瑪瑞克出生於美國中部的一個中下階層家庭，父親是美國人，母親是立陶宛人。
最初是靠自我學習發展出一套繪畫形式，然而我卻指出自己是受到上帝感召而創作，這使得她的非教徒家人非常驚訝。卡瑪瑞克在四歲時開始作圖，六歲開始繪畫，七歲開始寫詩。她說繪畫的靈感來自於自己對天堂的看法：以及其與上帝的聯繫。她的作品也受到藝術收藏家的青睞，首張完整的個人肖像畫就售以一萬美元的價值。 卡瑪瑞克目前在家自學。

## 出版物
- Akiane Kramarik,. . Nashville: W Publishing Group. 2006. ISBN 0-8499-0044-1.
- Akiane Kramarik,. . Artakiane.llc. 2006. ISBN 0-9778-6970-9.

## 參照
1. ↑  Lake, Shauna. . KUTV. 2008-02-07  [2008-02-08]. （原始内容存档于2008-02-08）.
2. ↑  . Christianity Today. July 2004  [2007-01-30]. （原始内容存档于2007-01-24）.

## 外部連結
- Official website （页面存档备份，存于）
- Akiane gift site （页面存档备份，存于）
- "Wonder" 作畫過程縮時影片
- Akiane's page on Geniuses.club （页面存档备份，存于）
- 艾奇恩·卡瑪瑞克在互联网电影资料库（IMDb）上的資料（英文）